# Otto Lehner (Radsportler)
Otto Lehner (* 20. August 1898 in Gränichen; † 1977) war ein Schweizer Radrennfahrer.

## Sportliche Laufbahn
Lehner war im Strassenradsport aktiv. 1924 gewann er hinter André Leducq die Silbermedaille bei den Strassenradsport-Weltmeisterschaften. Bei den Strassenradsport-Weltmeisterschaften 1925 kam er auf den 10. Rang. Die Strassenradsport-Weltmeisterschaften wurden bis 1926 nur für Amateure ausgetragen. Lehner war Teilnehmer der Olympischen Sommerspiele 1924 in Paris. Im olympischen Strassenrennen kam er beim Sieg von Armand Blanchonnet auf den 24. Platz. In der Mannschaftswertung wurde die Schweiz mit Lehner Vierter.
Lehner gewann die Amateurrennen der Meisterschaft von Zürich und der Tour du Lac Léman 1925. 1923 wurde er in der Meisterschaft von Zürich hinter Othmar Eichenberger Zweiter und 1924 in der Genfersee-Rundfahrt hinter Adolf Läuppi ebenfalls Zweiter. 1926 und 1927 fuhr er als Berufsfahrer. In der Meisterschaft von Zürich 1926 kam er hinter dem Sieger Albert Blattmann auf den zweiten Platz. 1927 wurde er in der Nordwestschweizer Rundfahrt Zweiter hinter Hans Kaspar. Als Radprofi konnte er keine Siege verzeichnen.